# Jastrabie pri Michalovciach
Jastrabie pri Michalovciach (Hongaars: Alsókánya) is een Slowaakse gemeente in de regio Košice, en maakt deel uit van het district Michalovce.
Jastrabie pri Michalovciach telt 320 inwoners.